# It Ends
It Ends ist eine Horror-Komödie und das Regiedebüt von Alex Ullom. Der Thriller mit Phinehas Yoon, Akira Jackson, Noah Toth und Mitchell Cole erzählt die Geschichte von vier Freunden, deren geplante kurze Autofahrt nach ihrem College-Abschluss auf einer nicht enden wollenden Straße sich in einen Alptraum verwandelt. Der Regisseur thematisiert mit dem Film die Erfahrungen der Generation Z. Die Premiere von It Ends erfolgte im März 2025 beim South by Southwest Film Festival.

## Handlung
Vier Freunde haben sich nach dem College-Abschluss zu einem letzten Treffen verabredet, bevor sie getrennte Wege gehen. Sie steigen in den weißen Jeep. Am Steuer sitzt Tyler, die anderen sind James auf dem Beifahrersitz und Day und Fisher auf dem Rücksitz. Eine von Day auf dem Handy entdeckte Abzweigung, die sie nehmen wollen, kommt seltsamerweise nicht. So fahren sie weiter die menschenleere, von Bäumen gesäumte Straße entlang, bis Tyler einen Unfall baut und in einen Zaun fährt. Das Auto kommt quietschend zum Stehen, und sie sind umringt von Menschen, die sie um Hilfe bitten und gegen den Wagen schlagen. Tyler legt den Rückwärtsgang ein und rast davon.
Den Vier wird langsam klar, dass etwas ganz und gar nicht stimmt. Sie fahren Tausende von Kilometern weiter auf der nicht enden wollenden Straße.

## Produktion

### Regie und Drehbuch
Regie führte Alex Ullom, der auch das Drehbuch schrieb. Es handelt sich bei It Ends um sein Regiedebüt. Ullom wurde im Jahr 2024 vom Filmmaker Magazine zu einem der „25 neuen Gesichter des Independent-Films“ gekürt. Mit It Ends wirft er einen Blick auf die Welt aus der oft düsteren Perspektive der Generation Z, Menschen die in einer trostlosen Kulturlandschaft erwachsen werden. Seine persönlichen Probleme waren Inspiration für den Film. „Mit 18 hatte ich eine schwere psychische Krise, die mich dazu brachte, mein Leben zu überdenken“, so Ullom. Erst begann er Informatik zu studieren, wechselte aber dann zur Florida State University, um Film zu studieren.

### Besetzung und Dreharbeiten
Mitchell Cole spielt den Fahrer Tyler, der einige Zeit beim Militär war, Phinehas Yoon den pragmatischen James, Akira Jackson die Grafikdesign-Studentin Day und Noah Toth den lustigen Fisher. Cole und Jackson waren bereits in Filmen wie Against the Spread von Mitchell Cole in Hauptrollen zu sehen, Toth in dem Filmdrama Unfix von Graham Streeter und Yoon in Fernsehserien wie Bad Teacher, Grown-ish und The Wild Fours. Ullom castete die vier Hauptdarsteller über Instagram.
Der Großteil des Films wurde in einem virtuellen Studio der Florida State University gedreht, das sich in einer leerstehenden Lagerhalle befindet. Die Aufnahmen hier mit den vier Schauspielern dauerten 20 Drehtage. In dieser Zeit hielten sie sich überwiegend in dem weißen Jeep Cherokee auf. Die Aufnahmen im Freien entstanden anschließend in einem Nationalpark in Gainesville. Als Kameraleute fungierten Evan Draper und Jazleana Jones.

### Filmmusik und Veröffentlichung
Die Filmmusik komponierte Matthew Robert Cooper, der zuletzt für den Thriller Crossword von Michael Vlamis tätig war.
Die Premiere des Films war am 7. März 2025 beim South by Southwest Film Festival. Im April 2025 wurde er beim Overlook Film Festival und beim Florida Film Festival gezeigt, Anfang Mai 2025 beim Atlanta Film Festival und beim Chicago Critics Film Festival und im Juni 2025 beim Sydney Film Festival. Ab Mitte Juli 2025 sind Vorstellungen beim Fantasia International Film Festival geplant.

## Rezeption

### Kritiken

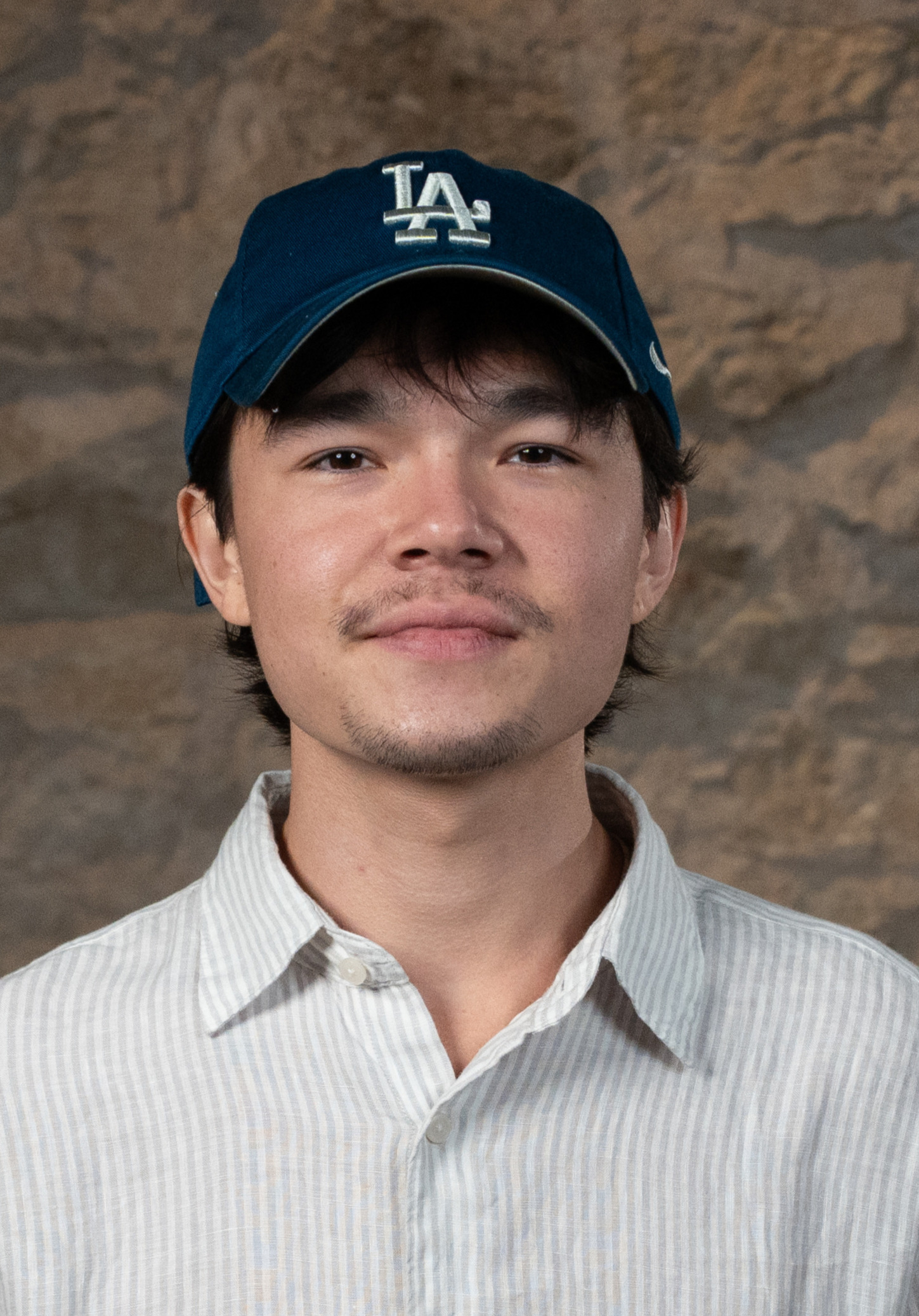
Alexander Ullom, der Regisseur des Films

Von den bei Rotten Tomatoes aufgeführten Kritiken sind alle positiv bei einer durchschnittlichen Bewertung mit 7,7 von 10 möglichen Punkten.
Siddhant Adlakha schreibt in seiner Kritik für Variety, man solle sich nicht von der vertrauten Prämisse dieses Genrefilms täuschen lassen. Gerade für eine Generation, die in politischer, wirtschaftlicher und ökologischer Unsicherheit geboren wurde, sei It Ends ein eindringliches Spiegelbild dessen, wie es sich anfühlt, zum ersten Mal einen Blick hinter die Kulissen des eigenen Wesens, der eigenen Impulse und zwischenmenschlichen Beziehungen zu werfen.

### Auszeichnungen
Fantasia International Film Festival 2025
- Auszeichnung als Bester Debütfilm New Flesh Competition (Alexander Ullom)[14]

Overlook Film Festival 2025
- Lobende Erwähnung beim Publikumspreis[15]

South by Southwest Film Festival 2025
- Nominierung für den Grand Jury Award im Narrative Feature Competition (Alex Ullom)